# Nedging Tye
Nedging Tye är en by (hamlet) i Suffolk, England. Den har 4 kulturmärkta byggnader, inklusive Braemar, Jasmine Cottage, Lavender Cottage och Tye Cottage.